# Двинятін Федір Микитович
Фе́дір Мики́тович Двиня́тін (рос. Фёдор Никитич Двинятин, нар. 28 жовтня 1968) — російський філолог, кандидат філологічних наук, доцент Санкт-Петербурзького державного університету, учасник інтелектуального клубу «Що? Де? Коли?», володар чотирьох «Кришталевих сов».

## Життєпис
Навчався на філологічному факультеті Санкт-Петербурзького державного університету, який і закінчив.
Доцент кафедри російської мови Санкт-Петербурзького державного університету, також викладає на Факультеті вільних мистецтв та наук СПбДУ. Фахівець з російської літератури XI—XIV та XIX—XX століть, а також історії та методології філології.
Федір Двинятін є автором культурологічної програми на «Радіо Росії» під назвою «Альфа, бета, гама, дельта…»
Активний гравець російської телегри «Що? Де? Коли?», особливо в період 1990—2005 років.

## Нагороди та відзнаки
- Чотири «Кришталеві сови» протягом років участі у телегрі «Що? Де? Коли?» (1991, 1994, 2000, 2002).